# Dinotrema aemulum
Dinotrema aemulum är en stekelart som beskrevs av Vladimir Ivanovich Tobias 2004. Dinotrema aemulum ingår i släktet Dinotrema och familjen bracksteklar. Inga underarter finns listade i Catalogue of Life.